# Dyscia albescens
Dyscia albescens är en fjärilsart som beskrevs av Barend J. Lempke 1952. Dyscia albescens ingår i släktet Dyscia och familjen mätare. Inga underarter finns listade i Catalogue of Life.